# جيمس ر. دورهام
جيمس ر. دورهام (بالإنجليزية: James R. Durham)‏ هو عسكري أمريكي، ولد في 7 فبراير 1833 في ريتشموند في الولايات المتحدة، وتوفي في 6 أغسطس 1904 في واشنطن العاصمة في الولايات المتحدة.